# Monastero di Optina
Il monastero di Óptina o Óptina pùstyn' è un monastero maschile sito vicino a Kozel'sk (Oblast' di Kaluga, Russia) e fu nel XIX secolo uno dei più importanti luoghi di culto della Chiesa ortodossa russa.

## Storia e descrizione

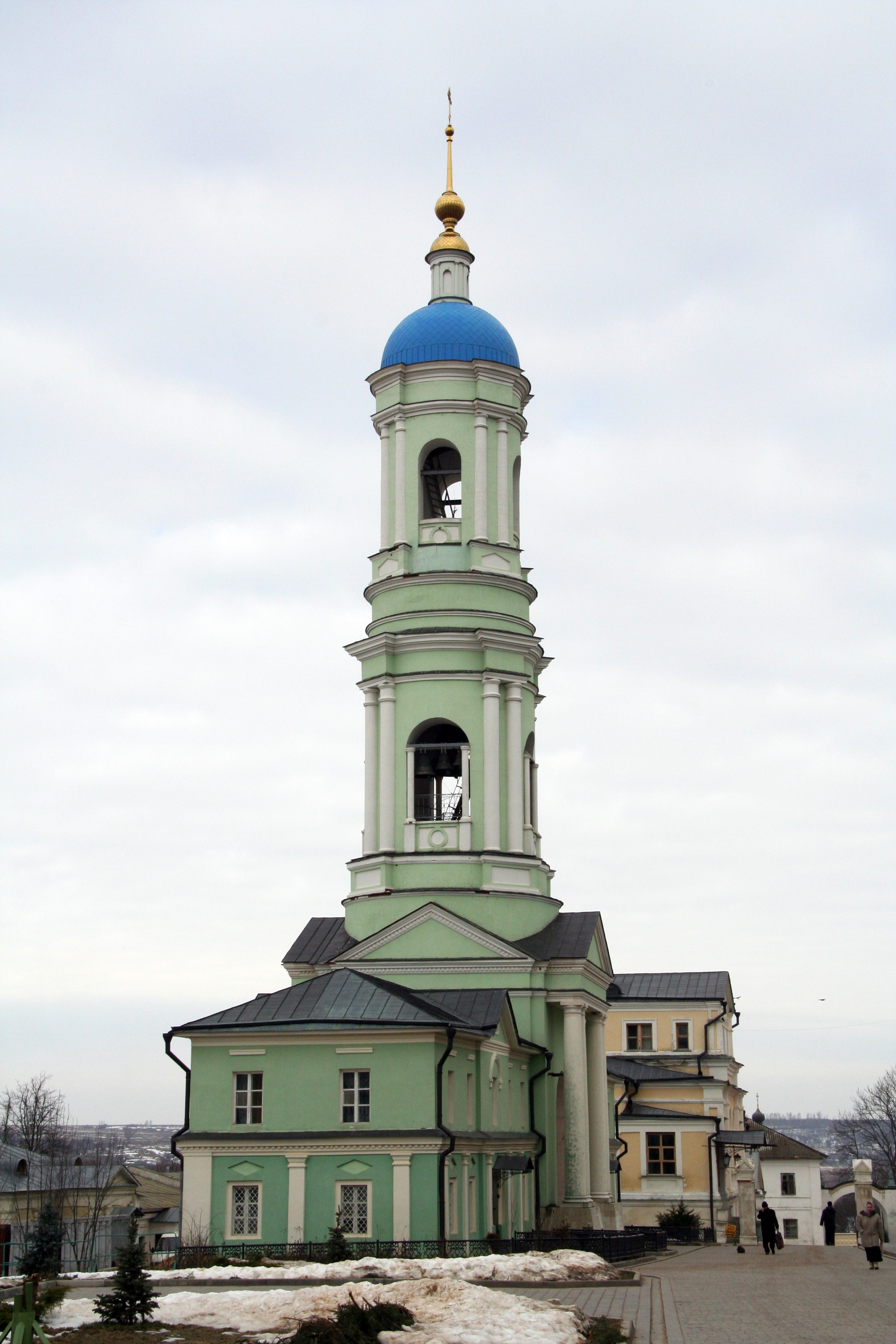
Campanile del Monastero

Non è chiaro quando il nucleo centrale del monastero sia stato fondato. La sua denominazione deriva probabilmente da un termine slavo traducibile con "vivono insieme" è questo può essere spiegato con il fatto che fino al 1504 le monache erano state ammesse a vivere all'interno del chiostro.
Il monastero comprende numerose chiese, la principale delle quali è la Cattedrale di Vvedenskij, che venne costruita fra il 1750 ed il 1771 e contiene varie cupole "a cipolla". Fra le altre vi sono la chiesa dedicata all'icona della Madonna di Vladimir,  quella dedicata all'icona della Madonna di Kazan' e la chiesa dedicata a Sant'Ilarione di Gaza.
La gran parte degli edifici presenti ad oggi a Optina fu costruita tra il XVIII e il XIX secolo, quando il monastero si affermò come centro della vita monastica russa. Nel 2007 venne eretta la chiesa dedicata alla Trasfigurazione di Gesù.
Nel 1821 a 400 metri dal monastero si stabilirono degli staresti che presto attirarono il culto dei devoti verso Kozel'sk. Tale culto fu inizialmente osteggiato in modo deciso dal Santo Sinodo che, fin dal 1721, aveva imposto nel suo "Regolamento spirituale" il ferreo divieto di creare skit, visti, nell'ottica delle alte gerarchie ecclesiastiche, come polo di attrazione e di coltura di sette ereticali o scismatiche. Tale orientamento mutò gradualmente ma già nel 1822 il divieto fu abolito permettendo a folle di fedeli, molti dei quali soggiornavano nell'insediamento esterno sorto all'uopo appena fuori le mura, di visitare, chiedere consiglio e grazia agli anziani starec, rappresentanti di quel misticismo medievale tornato prepotentemente in voga nella Russia del XIX secolo. Tra gli altri, il monastero fu visitato da Vasilij Žukovskij, Nikolaj Gogol', Ivan Turgenev, Vasilij Rozanov e Lev Tolstoj.
La biblioteca del monastero contiene un considerevole numero di libri, in parte di grande pregio, alcuni dei quali qui portati dai fratelli Ivan e Pëtr Kireevskij, slavofili, seppelliti alla loro morte dentro le mura di Optina. Il filosofo Konstantin Leont'ev visse per quattro anni all'interno del monastero e qui prese i voti. Si racconta inoltre che lo stareta locale Ambrogio fosse stato preso da Fëdor Dostoevskij quale prototipo per il personaggio di Padre Zosima nel suo romanzo I fratelli Karamazov così come, nella medesima opera, la figura di padre Ferapont pare sia stata ispirata da padre Vassian, un vecchio monaco di Optina autore di numerosi opuscoli che apertamente contestavano lo staret Leonid, al secolo Lev Danilovič Nagolkin.
Dopo la rivoluzione russa tutti i monaci furono deportati dal monastero, che svolse da allora le funzioni di gulag. L'ultimo egumeno di Optina fu fucilato a Tula nel 1938. Alcuni anni più tardi alcune strutture vennero demolite, mentre la cattedrale fu trasformata in un museo di opere letterarie.
All'inizio della Perestrojka, Optina pustyn' fu una delle prime abbazie a tornare sotto il controllo della Chiesa ortodossa russa (1987). Tra la fine degli anni ottanta e l'inizio dei novanta, molti tra i suoi monaci più famosi furono glorificati a santi.

### Il campo di prigionia
Dopo lo scoppio della Seconda Guerra Mondiale il monastero fu trasformato in campo di prigionia destinato agli ufficiali dell'Esercito polacco catturati dall'armata rossa nel 1939 durante la guerra difensiva polacca. Nella tarda primavera del 1940 circa 5000 prigionieri furono portati dal Nvkd in una foresta nei pressi di Katyn' dove furono uccisi in quello che oggi è conosciuto come il Massacro di Katyn'. I circa duecento prigionieri rimasti furono trasferiti prima nel campo di Pavliščev Bor e poi in quello di Grjazovec.

## Staresti dell'Optina Pustyn
- Leonid (Lev Danilovič Nagolkin, 1768–1841)
- Makarij (Mihail Nikolaevič Ivanov, 1788–1860)
- Moisej (Timofej Ivanovič Putilov, 1782–1862)
- Antonij (Alexandr Ivanovič Putilov, 1795–1865)
- Ilarion (Rodion Nikitovič Ponomarev, 1805–1873)
- Amvrosij (Aleksandr Michajlovič Grenkov, 1812–1891)
- Anatolij Serzalov (Alexis Moisevič Kopev, 1824–1894)
- Isaakij (Antimonov, 1810–1894)
- Iosif (Ivan Evfimovič Litovkin, 1837–1911)
- Varsanofij (Pavel Ivanovič Plihankov, 1845–1913)
- Antonij II (Alexandr Potapov, 1855–1922)
- Nektarij (Nikolaj Vasil'evič Tihonov, 1853–1928)
- Nikon (Nikolaj Mitrofanovič Beljaev, 1888–1931)
- Isaakij II (Ivan Nikolaevič Bobrakov, 1865–1938)
- Ili Nosdrin (*1932), padre spirituale del Patriarca di Mosca, Cirillo I[8]